# Strandby (Frederikshavn)
Strandby es una localidad situada en el municipio de Frederikshavn, en la región de Jutlandia Septentrional (Dinamarca), con una población en 2012 de unos 2377 habitantes.
Se encuentra ubicada en el extremo norte de la península de Jutlandia, junto a la costa del Kattegat (mar Báltico).